# Jovica Arsić
Jovica Arsić (en serbe : Јовица Арсић), né le 3 novembre 1968, est un entraîneur serbe de basket-ball.

## Palmarès
- Vainqueur de la coupe de Bulgarie 2011